# 海棠区
海棠区是中华人民共和国海南省三亚市的一个市辖区，辖原三亚市海棠湾镇的行政区域。总面积255平方公里，总人口约11.5万人。区人民政府駐新民路。

## 历史
- 2014年2月11日，国务院批复三亚市撤六镇新设四区[2]，分别为吉阳区（撤销原河东区、吉阳镇、亚龙湾管委会）、崖州区（撤销原崖城镇）、天涯区（撤销原河西区、凤凰镇、天涯镇、三亚湾管委会，保留育才镇）、海棠区（撤销原海棠湾镇、海棠湾管委会）[3]。

## 人口
根据第七次人口普查数据，截至2020年11月1日零时，海棠区常住人口为113481人。

## 行政区域
- 社区：永宁社区、林旺社区、藤海社区
- 行政村：藤桥村、龙楼村、营头村、龙海村、椰林村、东溪村、海丰村、升昌村、青田村、江林村、龙江村、庄大村、林新村、凤塘村、洪李村、北山村、三灶村、湾坡村、铁炉村。

## 交通

### 公路
- 海南环线高速、山海高速公路、 223国道过境。